# Plesioscotosia
Plesioscotosia là một chi bướm đêm thuộc họ Geometridae.